# 森の人 Forest People
『森の人 Forest People』（もりのひと フォレスト・ピープル）は、日本のシンガーソングライターである土屋昌巳の7枚目のオリジナル・アルバム。
1998年10月21日にポリドールK.K.のクロスレーベルからリリースされた。前作『Mod' Fish』（1997年）よりおよそ1年振り、フル・アルバムとしては『TIME PASSENGER』（1989年）以来およそ9年ぶりとなる作品であり、作詞および作曲は土屋が手掛けているが、一部楽曲の作詞はBUCK-TICK所属の櫻井敦司が手掛けている。
レコーディングには櫻井がゲスト・ボーカルとして参加したほか、元ジャパン所属のミック・カーン、さらにジョン・ギブリンやリチャード・バルビエリ、セオ・トラヴィスなどの著名なミュージシャンが参加している。本作は「森」をテーマにしたコンセプト・アルバムであり、当時流行していたドラムンベースや2ステップなどの要素を導入しており、それ以外にも土屋は特にトリップ・ホップを強く意識して制作したと述べている。

## 録音、制作
本作の半分程度はロンドンにある土屋昌巳の自宅にてレコーディングされている。トラックダウンはフランス人であるドミニク・ブレスの所有するプライベート・スタジオで行なわれたことや、初期のPro Toolsを使用してかなりパーソナルな環境下で制作が行われたと土屋は述べている。本作で使用されたSEはライブラリーを使用しておらず、すべて土屋自身が直接録音したものが使用されている。また、土屋は5枚目のアルバム『TIME PASSENGER』（1989年）にて使用されたエジプト風の声もエジプトで自身が録音したものであると述べた上で、それまでスティーヴ・ナイやセッション・メンバーが行っていたことをすべて一人で行わなければならない状況で非常に大変であったと述べている。
前作『Mod' Fish』（1997年）リリース後、突如「森」のことが気になり始めた土屋は「森の音楽」の制作欲求が高まり、1997年11月頃から本作のための断片的な音作りを始めた。当初は抽象的な「森の音」を制作していたが、徐々に「森のうた」を制作する欲求が高まっていき、最初に制作されたのが「小さな森の人」となった。同曲のデモテープを制作し数回聴いている内に前年に会ったBUCK-TICK所属の櫻井敦司のことを思い出し、櫻井に作詞とボーカルを強引に依頼する形となった。土屋と櫻井が邂逅したのは、BOØWY解散後にソロ活動を開始した布袋寅泰が行った1988年10月26日の国立代々木競技場公演に土屋が参加しており、公演後の打ち上げの席にBUCK-TICKメンバー全員が参加していたため初めて顔を合わせた時であった。しかしその場では挨拶のみで会話はしておらず、正式に両者が会話をしたのは1997年になってからであったと土屋は述べている。土屋はADATのテープに「真夏の夜の森」および「小さな森の人」の2曲のラフなミックスを収録して櫻井に送付し、「テーマは森です」とだけ伝えた。土屋と櫻井とのセッションは東京とロンドンの往復書簡でのみ行われ、デモテープには土屋による仮歌は入っていたものの、ボーカル・アレンジメントは櫻井に一任された。櫻井は収録可能な8トラックすべてにおいて異なる歌唱法でレコーディングしていたが、試し録りとしてレコーディングされた最もシンプルな歌唱法のトラックを土屋は本作に収録することとなった。櫻井によって制作された歌詞およびボーカルに対して、土屋は「結果は本作の中で一番素晴らしい仕上がりの曲になりました」と述べて絶賛している。土屋は本作のような明確なコンセプトを提示したアルバム制作は初めてであったと述べており、聴く人によって印象が全く異なる作品にしたかったとも述べている。櫻井は10代の頃に土屋が在籍していた一風堂やソロに転向してからの土屋の楽曲を愛聴しており、日本のミュージシャンの中では数少ないフェイバリット・アーティストであったと述べている。そのため、土屋から依頼を受けた櫻井は「身に余る光栄で、どうしましょうと思って（笑）。一度しかお会いしてなかったというのもあるし。何でかな? っていうのが最初はあって。お話をいただけた時は興奮しましたね」と述べている。
櫻井は他者の作品において作詞を行ったのは初めてであり、両者はそれぞれ1回ずつのデモテープの送付のみで直接顔を合わせることは無かったと述べている。櫻井は「森」というテーマが提示されていたことや自身の好みの楽曲であったことから、最初に「小さな森の人」から着手したと述べている。土屋は櫻井のボーカリストとしての可能性を高く評価しており、BUCK-TICKにおける櫻井のボーカルにはエフェクトが掛けられることが多いため、同曲のように素の状態に近い櫻井のボーカルスタイルを引き出せたことについて土屋は「すごく嬉しかった」と述べている。土屋は他のボーカリスト候補は全く考えておらず、「これで狙っちゃったら失敗したかもしれない。すべて流れのままに。全然悩まなかったですもん」と述べている。土屋はBUCK-TICKの作品ではアルバム『COSMOS』（1996年）を最も好んでいると述べ、土屋もかつて「死」をテーマに楽曲を制作したもののただ暗いだけの内容になってしまったことを打ち明けた上で、BUCK-TICKの作品においては「死」をテーマにしながらも端的な言葉で文学的に表現されていることが詩人として重要な部分であると述べている。土屋は「小さな森の人」の歌詞中にある「私は獣に、あなたは妖精に」という部分がジャン・コクトー監督映画『美女と野獣』（1946年）を彷彿させるなどイメージが広がると述べた他、「湖の色は闇それより深く悲しい」という部分だけでもストーリーラインが描けることなどを例に挙げ、本作収録曲はすべて繋がっていることから制作に9か月を要したとも述べている。

## 音楽性とコンセプト
土屋は「森」に関して以下のコメントを記している。
森の中に入り大きな木の下に静かに座って目をつぶっていると、自分が何か大きな力に包まれ守られているとても安心した気持ちになれます。そして自分の存在がとても小さく、しかも森の一部に変化して行くのが解ります。だんだんと日が沈む頃には森の中の小さな動物達や妖怪達、そして美しい妖精の気配が感じられます。そして夜になると森はとても怖いです。—土屋昌巳, 
ライナーノーツより
土屋は地球がかつては宇宙のための森であったと主張し、地球人が公園や近所の森に散歩をするのと同様に、今日においても他の惑星の住人が地球を訪れていると述べている。土屋は遠い昔の地球が綺麗な森であった頃にはより多くの他の惑星の住人が訪れていたのではないかと推測し、また地球から森が消失すれば人類も存在できず、宇宙のバランスが崩れてしまうと主張している。土屋は本作を通じて地球人がより「森」について熟慮することを希望するというメッセージをライナーノーツに記している。本作にコンセプチュアル・プロデューサーとして参加しているLUNA SEA所属のSUGIZOは、本作に同封されたカードにおいて「本当にこのアルバムこそ一人でも多くの人に触れて欲しい。この音こそ真の説得力と、痛いほどの“気”と、今最も必要な言葉達と、少年の心を合せ持った作品だと思うから」と記している。当時の音楽を取り巻く状況として、1980年代終盤にはヒップホップやリズム・アンド・ブルースによるリズム革命は一度終焉を迎えたと思われていたが、1990年代に入り突如ロンドンからドラムンベースや2ステップなどの新しいジャンルが勃興したことにも本作は多大な影響を受けており、土屋は特にトリップ・ホップに強いこだわりを持っていたと述べている。土屋は通常のレベルでは気づかれないであろう部分まで音作りに固執しており、スネアドラムの音色もドラムスティックが接触するタイミングまで微調整していたと述べている。
「真夏の夜の森」および「小さな森の人」に関して、土屋は自身による世界観の構想はあったものの自身が作詞することで暗い内容になることを忌避した結果、「あの人だったら文学的なちゃんとした詞を作ってくれるかな」と櫻井に依頼することが頭に浮かんだと述べている。当初は櫻井に作詞のみ依頼するつもりであったが、土屋の構想と櫻井による譜割りが異なる可能性を危惧したため、櫻井に歌入れを依頼してその歌を基に土屋が歌い直し、コラボレーションによって面白い結果が得られそうであれば櫻井によるボーカル部分も使用することを検討していた。櫻井による作詞によって歌入れが行われたデモテープは指定した期日に届き、歌詞を見た土屋は「まさにこういうことが書きたかったっていう。随所に美しいラインがあって」と当時の感想を述べている。「小さな森の人」はウィリアム・シェイクスピア原作の映画『夏の夜の夢』（1935年）に影響を受けて制作されていたものの櫻井にはそのことを告げておらず、それにも拘わらず映画の劇中に登場する悪魔や天使、妖精などが歌詞中に登場したことから驚愕したと述べている。櫻井によるボーカルを聴いた土屋は自身で歌い直すことを検討せず、そのままの形で使用することを決定したと述べている。「真夏の夜の森」における櫻井の歌唱には「これ以上はないくらいの素晴らしいヴォーカル」と土屋が太鼓判を押すものと、「全く無欲の、ただ歌ったっていうすごくピュアなテイク」の2種類があり、土屋は「誠意が声になってる」という理由から後者を選択したと述べている。また土屋はフォークデュオである狩人のような歌手が当時はいなかったことから当初から2人で交互にデュエットにて歌唱することを構想しており、デモテープでは櫻井が全編歌唱していたが後から土屋による歌唱を追加したところ、知人からどちらの声か分からないほど両者の声が似ていると言われてそのことに気付かされたと土屋は述べている。

## リリース、批評
| 専門評論家によるレビュー | 専門評論家によるレビュー |
| レビュー・スコア         | レビュー・スコア         |
| 出典                     | 評価                     |
| ------------------------ | ------------------------ |
| CDジャーナル             | 肯定的                   |

本作は1998年10月21日にポリドールK.K.のクロスレーベルからリリースされた。本作の帯に記載されたキャッチフレーズは「土屋昌巳 9年ぶりのフルアルバム。ゲストボーカルに櫻井敦司 (BUCK-TICK) を迎え、遂に完成!」であった。また、本作付属のブックレットは再生紙で製作されていることが帯に記載されている。
音楽情報サイト『CDジャーナル』では、本作が土屋の9年ぶりとなるフルアルバムであることに触れた上で、「静かななかに“おじさんを甘く見るなよ”という気迫のこもった佳作」「エコロジカルなテーマはあるにはあるが、そのへんの臭みはないので大丈夫」として肯定的に評価した。

## 収録曲
- CDブックレットに記載されたクレジットを参照[10]。また、1、5、7、8曲目はインストゥルメンタルとなっている。

| #         | タイトル                                      | 作詞      | 作曲      | 編曲                                         | 時間  |
| --------- | --------------------------------------------- | --------- | --------- | -------------------------------------------- | ----- |
| 1.        | 「森のプレリュード」(Prelude)                 |           | 土屋昌巳  | 土屋昌巳                                     | 1:29  |
| 2.        | 「真夏の夜の森」(A Mid Summer Night's Forest) | 櫻井敦司  | 土屋昌巳  | 土屋昌巳                                     | 5:37  |
| 3.        | 「森の天使」(Forest Angel)                    | 土屋昌巳  | 土屋昌巳  | 土屋昌巳                                     | 4:58  |
| 4.        | 「雨の森の人」(Rain Forest People)            | 土屋昌巳  | 土屋昌巳  | 土屋昌巳                                     | 4:16  |
| 5.        | 「ガラスの森」(Glass Forest)                  |           | 土屋昌巳  | 土屋昌巳                                     | 0:50  |
| 6.        | 「南の森の出来事」(In a Tropical Forest)      | 土屋昌巳  | 土屋昌巳  | 土屋昌巳                                     | 4:47  |
| 7.        | 「ボジョレー氏の森」(Mr.Beaujolais Forest)    |           | 土屋昌巳  | 土屋昌巳                                     | 3:29  |
| 8.        | 「黒い森」(Night Creatures In Black Forest)   |           | 土屋昌巳  | 土屋昌巳                                     | 4:51  |
| 9.        | 「森になる日」(The Day I Become The Forest)   | 土屋昌巳  | 土屋昌巳  | 土屋昌巳                                     | 5:49  |
| 10.       | 「小さな森の人」(Goblin Forest)               | 櫻井敦司  | 土屋昌巳  | 土屋昌巳                                     | 5:37  |
| 11.       | 「ローズマリーの森」(Rosemary)                | 土屋昌巳  | 土屋昌巳  | 土屋昌巳／ストリングス・アレンジ: 清水三恵子 | 6:02  |
| 12.       | 「森の妖精のメッセージ」(A Fairie's Message)  | 土屋昌巳  | 土屋昌巳  | 土屋昌巳                                     | 1:57  |
| 合計時間: | 合計時間:                                     | 合計時間: | 合計時間: | 合計時間:                                    | 49:42 |

## スタッフ・クレジット
- CDブックレットに記載されたクレジットを参照[11]。

### 参加ミュージシャン
| 1. 「森のプレリュード」 - 土屋昌巳 – 全楽器、効果音 2. 「真夏の夜の森」 - 櫻井敦司 – ボーカル - ジョン・ギブリン – フェンダー“ペンシル”ベース - ロジャー・ボジョレー – ヴィブラフォン - リチャード・バルビエリ – システム700 - 土屋昌巳 – ビート、ギター、キーボード、効果音、ボーカル 3. 「森の天使」 - ジョン・ギブリン – ウッドベース - ロジャー・ボジョレー – ヴィブラフォン - セオ・トラヴィス – フルート - 土屋昌巳 – ビート、ギター、キーボード、効果音、ボーカル 4. 「雨の森の人」 - ミック・カーン – ベース - ロジャー・ボジョレー – ヴィブラフォン - アレクシス – ボイス - 土屋昌巳 – ビート、ギター、キーボード、効果音、ボーカル 5. 「ガラスの森」 - 土屋昌巳 – 全楽器 6. 「南の森の出来事」 - ジョン・ギブリン – ウッドベース - ロジャー・ボジョレー – MIDIマリンバ - リチャード・バルビエリ – システム700 - 土屋昌巳 – ビート、ギター、ボーカル | 1. 「ボジョレー氏の森」 - ロジャー・ボジョレー – ヴィブラフォン - 土屋昌巳 – 全楽器（ヴィブラフォン除く） 2. 「黒い森」 - ジョン・ギブリン – ウッドベース - ロジャー・ボジョレー – システム700 - フィリックス・カイザー – ボイス - 土屋昌巳 – ビート、ギター、キーボード、効果音 3. 「森になる日」 - ミック・カーン – ベース - ロジャー・ボジョレー – MIDIマリンバ（オルガン） - 土屋昌巳 – ビート、ギター、ボーカル 4. 「小さな森の人」 - 櫻井敦司 – ボーカル - ジョン・ギブリン – ベース - ロジャー・ボジョレー – ヴィブラフォン - セオ・トラヴィス – フルート - リチャード・バルビエリ – システム700 - 土屋昌巳 – ビート、ギター、キーボード、効果音 5. 「ローズマリーの森」 - ジョン・ギブリン – ウッドベース - ロジャー・ボジョレー – ヴィブラフォン - リチャード・バルビエリ – システム700 - 清水三恵子 – ストリングスアンサンブル - 土屋昌巳 – ビート、ギター、ボーカル 6. 「森の妖精のメッセージ」 - ア・フェアリー – ボイス - 土屋昌巳 – 全楽器、効果音 |

### 録音スタッフ
- 土屋昌巳 – 全トラック・プロデュース、レコーディング・エンジニア、ミキシング・エンジニア
- ドミニク・ブレス – レコーディング・エンジニア、ミキシング・エンジニア、Pro Tools24
- ダミアン・テイラー – アシスタント・エンジニア、Pro Tools24
- ティム・ヤング（メトロポリス・マスタリング） – マスタリング・エンジニア
- 前田利博（ポリドールK.K.） – A&Rディレクター
- マーティン・ナガノ (Mail Inc.) – A&Rディレクター
- 村木敬史（ポリドールK.K.） – エグゼクティブ・プロデューサー
- 安藤啓介 (Cool Corporation) – アーティスト・マネージメント

### 美術スタッフ
- SUGIZO – コンセプチュアル・プロデューサー
- サカグチケンファクトリー – アート・ディレクション
- あおやぎまさき（サカグチケンファクトリー） – グラフィック・デザイン
- アレクシス – イラストレーション
- Kyoko – タイトル漢字
- ニッキー・ケラー (AVGVST) – 写真撮影
- 奥村いずみ（ポリドールK.K.） – ビジュアル・コーディネーター

## リリース日一覧
| No. | リリース日     | レーベル               | 規格 | カタログ番号 | 備考 | 出典         |
| --- | -------------- | ---------------------- | ---- | ------------ | ---- | ------------ |
| 1   | 1998年10月21日 | ポリドールK.K.／クロス | CD   | POCH-1734    |      | [ 9 ] [ 12 ] |